# Lista de condados do Texas

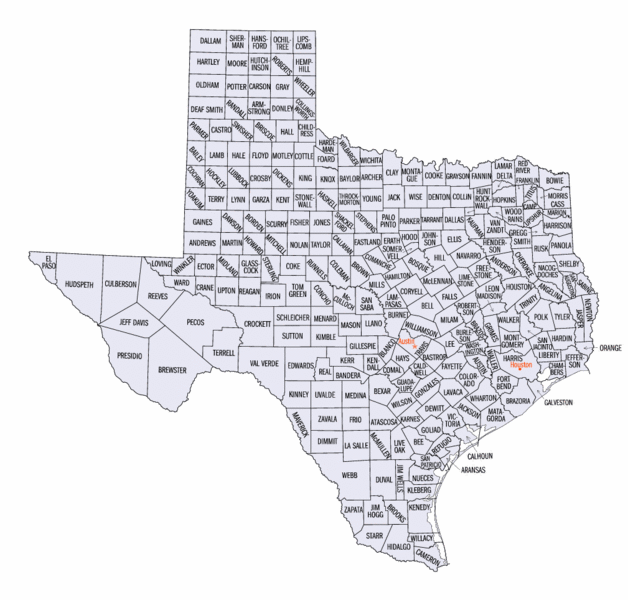
Mapa do Texas e seus duzentos e cinquenta e quatro condados.

A seguir se apresenta a lista dos condados do Texas. O estado do Texas é dividido em 254 condados, mais do que qualquer outro estado americano. Texas foi originalmente dividido em municípios, uma unidade do governo local sob regra espanhola e mexicana. Quando a República do Texas ganhou a sua independência em 1836, havia 23 municípios, que se tornaram nos condados originais do Texas. Muitos destes mais tarde seriam dividido em novos condados. O último condado a ser criado inicialmente foi o Condado de Kenedy em 1921, mas o Condado de Loving é o mais novo condado; criado em 1893, abolido em 1897 e recriado em 1931.
Cada condado é administrado por um tribunal de comissários composto por quatro membros eleitos (um de cada um dos quatro departamentos de polícia elaborados com base na população) e um juiz do condado eleito por todos os eleitores do condado. Em condados menores, o juiz do condado realmente faz exercer funções judiciais, mas em condados maiores o papel do juiz se limita a servir na corte dos comissários. Certos funcionários, como o xerife e o cobrador de impostos, são eleitos separadamente pelos eleitores, mas a corte dos comissários determina o seu salário, e define a política do condado em geral. Todas as eleições do condado são partidárias.
Enquanto os condados têm poder de domínio eminente e controle de toda a área não incorporada dentro de seus limites, eles não têm nem casa, nem autoridade ou poder de zoneamento. O condado é responsável pela prestação de serviços essenciais (excepto para incêndio e ambulância, que muitas vezes são feitos por bombeiros voluntários).
Ao contrário de outros estados, o Texas não permite governos de cidade-condado consolidadas. Cidades e condados (bem como outras entidades políticas) têm permissão para iniciarem "acordos interlocais" para trocarem serviços (como exemplo, uma cidade e um distrito escolar podem entrar em acordo com o condado para o qual o condado paga para, e colecta a contribuição predial para a cidade e distrito escolar; assim, apenas uma conta de imposto é enviada ao invés de três). Os distritos escolares são independentes do governo do condado e da cidade (com excepção da Disrito Escolar Municipal de Stafford, que é a cidade controlada).
O código Federal Information Processing Standard (FIPS), que é usado pelo governo dos Estados Unidos para identificar estados e condados, é fornecido com cada entrada. O código de Texas é 48, que quando combinado com qualquer código de condado seria escrito como 48XXX. O código FIPS para cada condado liga para os dados de censo desse condado.

## Condados
| Condado                   | FIPS  | Sede do condado | Ano de criação | Origem                                                                                                   | Etimologia | População | Área                                               | Mapa |
| ------------------------- | ----- | --------------- | -------------- | --- | --- | --------- | -------------------------------------------------- | ---- |
| Condado de Anderson       | «001» | Palestine       | 1846           | Condado de Houston                                                                                       | Kenneth Lewis Anderson (1805–1845), o último vice-presidente da República do Texas. | 55 109    | 1 071 mi2 (2 774 km2)                              |      |
| Condado de Andrews        | «003» | Andrews         | 1876           | Condado de Bexar                                                                                         | Richard Andrews (?–1835), o primeiro soldado texano morto na Revolução do Texas (1835-1836). | 13 004    | 1 501 mi2 (3 888 km2)                              |      |
| Condado de Angelina       | «005» | Lufkin          | 1846           | Condado de Nacogdoches                                                                                   | Uma mulher da tribo Nativa Americana Hainai, que ajudou os primeiros espanhóis missionários, a quem chamavam de "Little Angel" (em castelhano: Angelina).                                                       | 80 130    | 802 mi2 (2 077 km2)                                |      |
| Condado de Aransas        | «007» | Rockport        | 1871           | Condado de Refugio                                                                                       | Baía do Aransas, nomeado, por sua vez, após uma fortaleza espanhola. Este apoio foi supostamente nomeado por sua vez após um palácio espanhol, Aránzazu, possivelmente relacionado com o Santuário de Aránzazu. | 22 497    | 252 mi2 (<span style="white-space:nowrap;km2">653) |      |
| Condado de Archer         | «009» | Archer City     | 1858           | Condado de Fannin                                                                                        | Branch Tanner Archer, um comissário da República do Texas | 8 854     | 910 mi2 (2 357 km2)                                |      |
| Condado de Armstrong      | «011» | Claude          | 1876           | Condado de Bexar                                                                                         | Uma das muitas famílias pioneiras do Texas, no entanto, não se sabe qual delas. | 2 148     | 914 mi2 (2 367 km2)                                |      |
| Condado de Atascosa       | «013» | Jourdanton      | 1856           | Condado de Bexar                                                                                         | A palavra espanhola para "boggy" | 38 628    | 1 232 mi2 (3 191 km2)                              |      |
| Condado de Austin         | «015» | Bellville       | 1836           | Um dos vinte e três condados originais.                                                                  | Stephen F. Austin (1793–1836), conhecido como o "Pai do Texas". | 23 590    | 653 mi2 (1 691 km2)                                |      |
| Condado de Bailey         | «017» | Muleshoe        | 1876           | Condado de Bexar                                                                                         | Peter James Bailey, soldado e defensor do Alamo. | 6 594     | 827 mi2 (2 142 km2)                                |      |
| Condado de Bandera        | «019» | Bandera         | 1856           | Condado de Bexar                                                                                         | Bandera Pass, nomeado, por sua vez, após a palavra espanhola para "bandeira". | 17 645    | 792 mi2 (2 051 km2)                                |      |
| Condado de Bastrop        | «021» | Bastrop         | 1836           | Um dos 23 condados originais.                                                                            | Felipe Enrique Neri, Barão de Bastrop, o colono holandês que forneceu ajuda essencial para Stephen F. Austin na obtenção de suas concessões de terras originais.                                                | 57 733    | 888 mi2 (2 300 km2)                                |      |
| Condado de Baylor         | «023» | Seymour         | 1858           | Condado de Fannin                                                                                        | Henry Weidner Baylor, cirurgião do Texas Rangers durante a Guerra Hispano-Americana. | 4 093     | 871 mi2 (2 256 km2)                                |      |
| Condado de Bee            | «025» | Beeville        | 1857           | Condado de San Patricio, Condado de Goliad, Condado de Refugio, Condado de Live Oak, e Condado de Karnes | Barnard Elliott Bee, Sr. (1787–1853), secretário do estado da República do Texas. | 32 359    | 880 mi2 (2 279 km2)                                |      |
| Condado de Bell           | «027» | Belton          | 1850           | Condado de Milam                                                                                         | Peter Hansborough Bell, o terceiro governador do Texas (1849–1853) | 237 974   | 1 059 mi2 (2 743 km2)                              |      |
| Condado de Bexar          | «029» | San Antonio     | 1836           | Um dos 23 condados originais.                                                                            | San Antonio de Béxar, o maior presidio no Texas mexicano, nomeado, por sua vez, após o Rio San Antonio e o vice-rei espanhol, que eram Duques de Béjar na Espanha.                                              | 1 392 931 | 1 247 mi2 (3 230 km2)                              |      |
| Condado de Blanco         | «031» | Johnson City    | 1858           | Condado de Burnet, Condado de Comal, Condado de Gillespie, e Condado de Hays                             | Rio Blanco (Blanco é espanhol para "branco") | 8 418     | 711 mi2 (1 841 km2)                                |      |
| Condado de Borden         | «033» | Gail            | 1876           | Condado de Bexar                                                                                         | Gail Borden, Jr. (1801–1874), homem de negócios, editor, agrimensor e inventor do leite condensado. | 729       | 899 mi2 (2 328 km2)                                |      |
| Condado de Bosque         | «035» | Meridian        | 1854           | Condado de McLennan                                                                                      | Rio Bosque | 17 204    | 989 mi2 (2 561 km2)                                |      |
| Condado de Bowie          | «037» | Boston          | 1840           | Condado de Red River                                                                                     | James Bowie (1796–1836), o lendário lutador de facas que morreu na batalha do Alamo. | 89 306    | 888 mi2 (2 300 km2)                                |      |
| Condado de Brazoria       | «039» | Angleton        | 1836           | Um dos 23 condados originais.                                                                            | Brazoria, Texas, um porto no Rio Brazos. | 241 767   | 1 387 mi2 (3 592 km2)                              |      |
| Condado de Brazos         | «041» | Bryan           | 1841           | Condado de Washington (Nomeado de Condado de Navasota até 1842)                                          | Rio Brazos | 152 415   | 586 mi2 (1 518 km2)                                |      |
| Condado de Brewster       | «043» | Alpine          | 1887           | Condado de Presidio                                                                                      | Henry Percy Brewster (1816–1884), secretário de guerra da República do Texas e soldado na Guerra Civil. | 8 866     | 6 193 mi2 (16 040 km2)                             |      |
| Condado de Briscoe        | «045» | Silverton       | 1876           | Condado de Bexar                                                                                         | Andrew Briscoe (1810–1849), um dos signatários da Declaração de Independência texana e um soldado durante a Revolução do Texas.                                                                                 | 1 790     | 900 mi2 (2 331 km2)                                |      |
| Condado de Brooks         | «047» | Falfurrias      | 1911           | Condado de Starr                                                                                         | John Abijah Brooks, um Texas Ranger e legislador do estado. | 7 976     | 943 mi2 (2 442 km2)                                |      |
| Condado de Brown          | «049» | Brownwood       | 1856           | Condado de Comanche e Condado de Travis                                                                  | Henry Stevenson Brown, comandante da Batalha de Velasco. | 37 674    | 944 mi2 (2 445 km2)                                |      |
| Condado de Burleson       | «051» | Caldwell        | 1846           | Condado de Milam                                                                                         | Edward Burleson (1798–1851), general da Revolução do Texas e Vice-Presidente da República do Texas. | 16 470    | 666 mi2 (1 725 km2)                                |      |
| Condado de Burnet         | «053» | Burnet          | 1852           | Condado de Bell, Condado de Travis, e Condado de Williamson                                              | David Gouverneur Burnet, o primeiro Presidente da República do Texas (1836). | 34 147    | 995 mi2 (2 577 km2)                                |      |
| Condado de Caldwell       | «055» | Lockhart        | 1848           | Condado de Bastrop, Condado de Gonzales                                                                  | Mathew Caldwell, um dos signatários da Declaração de Independência do Texas, e soldado durante a Revolução do Texas.                                                                                            | 32 194    | 546 mi2 (1 414 km2)                                |      |
| Condado de Calhoun        | «057» | Port Lavaca     | 1846           | Condado de Jackson, Condado de Matagorda, Condado de Victoria                                            | John C. Calhoun, o sétimo vice-presidente dos Estados Unidos (1825–1832) | 20 647    | 512 mi2 (1 326 km2)                                |      |
| Condado de Callahan       | «059» | Baird           | 1858           | Condado de Bexar, Condado de Bosque, Condado de Travis                                                   | James Hughes Callahan, soldado durante da Revolução do Texas | 12 905    | 899 mi2 (2 328 km2)                                |      |
| Condado de Cameron        | «061» | Brownsville     | 1848           | Condado de Nueces, e territórios cedidos pelo México                                                     | Ewen Cameron, soldado durante a Revolução do Texas, morto durante o Incidente Black Bean | 335 227   | 906 mi2 (2 347 km2)                                |      |
| Condado de Camp           | «063» | Pittsburg       | 1874           | Condado de Upshur                                                                                        | John Lafayette Camp (1828–1891), senador do estado do Texas | 11 549    | 198 mi2 (513 km2)                                  |      |
| Condado de Carson         | «065» | Panhandle       | 1876           | Condado de Bexar                                                                                         | Samuel Price Carson, o primeiro secretário de estado da República do Texas (1836–1838) | 6 516     | 923 mi2 (2 391 km2)                                |      |
| Condado de Cass           | «067» | Linden          | 1846           | Condado de Bowie                                                                                         | Lewis Cass (1782–1866), senador do Michigan que apoiou a anexação do Texas aos Estados Unidos. (Nomeado Condado de Davis 1861–1871)                                                                             | 30 438    | 938 mi2 (2 429 km2)                                |      |
| Condado de Castro         | «069» | Dimmitt         | 1876           | Condado de Bexar                                                                                         | Henri Castro (1786–1865), cônsul geral francês para a República do Texas, e fundador de uma colónia no Texas.                                                                                                   | 8 285     | 898 mi2 (2 326 km2)                                |      |
| Condado de Chambers       | «071» | Anahuac         | 1858           | Condado de Jefferson, Condado de Liberty                                                                 | Thomas Jefferson Chambers, advogado e agrimensor que ajudou na resolução de disputas de Americanos no Texas Mexicano.                                                                                           | 26 031    | 599 mi2 (1 551 km2)                                |      |
| Condado de Cherokee       | «073» | Rusk            | 1846           | Condado de Nacogdoches                                                                                   | A tribo Nativo Americana Cherokee | 46 659    | 1 052 mi2 (2 725 km2)                              |      |
| Condado de Childress      | «075» | Childress       | 1876           | Condado de Bexar, Condado de Young                                                                       | George Campbell Childress (1804–1841), um dos autores da Declaração de Independência do Texas. | 7 688     | 710 mi2 (1 839 km2)                                |      |
| Condado de Clay           | «077» | Henrietta       | 1857           | Condado de Cooke                                                                                         | Senador dos EUA de Henry Clay e nono secretário de estado dos Estados Unidos (1825–1829) | 11 006    | 1 098 mi2 (2 844 km2)                              |      |
| Condado de Cochran        | «079» | Morton          | 1876           | Condado de Bexar, Condado de Young                                                                       | Robert E. Cochran (1810–1836), um defensor do Alamo | 3 730     | 775 mi2 (2 007 km2)                                |      |
| Condado de Coke           | «081» | Robert Lee      | 1889           | Condado de Tom Green                                                                                     | Richard Coke, o décimo quinto governador do Texas (1874–1876) | 3 864     | 899 mi2 (2 328 km2)                                |      |
| Condado de Coleman        | «083» | Coleman         | 1858           | Condado de Brown, Condado de Travis                                                                      | Robert M. Coleman, um dos signatários da Declaração de Independência do Texas, e soldado da Batalha de San Jacinto.                                                                                             | 9 235     | 1 273 mi2 (3 297 km2)                              |      |
| Condado de Collin         | «085» | McKinney        | 1846           | Condado de Fannin                                                                                        | Collin McKinney (1766–1861), um autor da Declaração de Independência do Texas. | 491 675   | 848 mi2 (2 196 km2)                                |      |
| Condado de Collingsworth  | «087» | Wellington      | 1876           | Condado de Bexar, Condado de Young                                                                       | James Collinsworth, um dos signatários da Declaração de Independência do Texas, e primeiro chefe de justiça da República do Texas. (Ortografia diferente devido a um erro na criação do condado)                | 3 206     | 919 mi2 (2 380 km2)                                |      |
| Condado de Colorado       | «089» | Columbus        | 1836           | Um dos vinte e três condados originais                                                                   | O Rio Colorado no Texas (Colorado é castelhano para "vermelho") | 20 390    | 963 mi2 (2 494 km2)                                |      |
| Condado de Comal          | «091» | New Braunfels   | 1846           | Condado de Bexar                                                                                         | Rio Comal (Comal é castelhano para "bacia") | 78 021    | 562 mi2 (1 456 km2)                                |      |
| Condado de Comanche       | «093» | Comanche        | 1856           | Condado de Bosque, Condado de Coryell                                                                    | A tribo Nativo Americana Comanche | 14 026    | 938 mi2 (2 429 km2)                                |      |
| Condado de Concho         | «095» | Paint Rock      | 1858           | Condado de Bexar                                                                                         | Rio Concho (Concho é castelhano para "concha") | 3 966     | 992 mi2 (2 569 km2)                                |      |
| Condado de Cooke          | «097» | Gainesville     | 1848           | Condado de Fannin                                                                                        | William Gordon Cooke, soldado durante a Revolução do Texas. | 36 363    | 874 mi2 (2 264 km2)                                |      |
| Condado de Coryell        | «099» | Gatesville      | 1854           | Condado de Bell                                                                                          | James Coryell, guarda de fronteira e Texas Ranger morto por Nativo Americanos | 74 978    | 1 052 mi2 (2 725 km2)                              |      |
| Condado de Cottle         | «101» | Paducah         | 1876           | Condado de Fannin                                                                                        | George Washington Cottle, morto defendendo o Alamo | 1 904     | 901 mi2 (2 334 km2)                                |      |
| Condado de Crane          | «103» | Crane           | 1887           | Condado de Tom Green                                                                                     | William Carey Crane, presidente da Universidade Baylor. | 3 996     | 786 mi2 (2 036 km2)                                |      |
| Condado de Crockett       | «105» | Ozona           | 1875           | Condado de Bexar                                                                                         | David Crockett (1786–1836), guarda de fronteira legendário morto na Batalha do Alamo. | 4 099     | 2 808 mi2 (7 273 km2)                              |      |
| Condado de Crosby         | «107» | Crosbyton       | 1876           | Condado de Bexar, Condado de Young                                                                       | Stephen Crosby, comissionário de terreno do Texas | 7 072     | 900 mi2 (2 331 km2)                                |      |
| Condado de Culberson      | «109» | Van Horn        | 1911           | Condado de El Paso                                                                                       | David Browning Culberson, advogado, Congressista dos EUA, e soldado na Guerra Civil (1861-1865). | 2 975     | 3 813 mi2 (9 876 km2)                              |      |
| Condado de Dallam         | «111» | Dalhart         | 1876           | Condado de Bexar                                                                                         | James Wilmer Dallam, advogado e publicador de jornal que tinha uma associação com o Tribunal Supremo do Texas.                                                                                                  | 6 222     | 1 505 mi2 (3 898 km2)                              |      |
| Condado de Dallas (Texas) | «113» | Dallas          | 1846           | Condado de Nacogdoches, Condado de Robertson                                                             | George Mifflin Dallas, décimo primeiro vice-presidente dos Estados Unidos (1845–1849). (disputado) | 2 294 706 | 880 mi2 (2 279 km2)                                |      |
| Condado de Dawson (Texas) | «115» | Lamesa          | 1846           | Condado de Bexar                                                                                         | Nicholas Mosby Dawson, soldado da Revolução do Texas e vítima do Massacre de Dawson. | 14 985    | 902 mi2 (2 336 km2)                                |      |
| Condado de Deaf Smith     | «117» | Hereford        | 1876           | Condado de Bexar                                                                                         | Erastus "Deaf" Smith (1787–1837), escoteiro que morreu durante durante a Revolução do Texas. | 18 561    | 1 497 mi2 (3 877 km2)                              |      |
| Condado de Delta          | «119» | Cooper          | 1870           | Condado de Hopkins, Condado de Lamar                                                                     | Sua forma triangular, tanto como a letra grega Delta. | 5 327     | 277 mi2 (717 km2)                                  |      |
| Condado de Denton         | «121» | Denton          | 1846           | Condado de Fannin                                                                                        | John Bunyan Denton (1806–1841), padre, advogado, e soldado morto durante um ataque a um acampamento indígena.                                                                                                   | 584 238   | 888 mi2 (2 300 km2)                                |      |
| Condado de DeWitt         | «123» | Cuero           | 1846           | Condado de Goliad, Condado de Gonzales, Condado de Victoria                                              | Green DeWitt, empresario que encontrou uma colónia no Texas. | 20 013    | 909 mi2 (2 354 km2)                                |      |
| Condado de Dickens        | «125» | Dickens         | 1876           | Condado de Bexar                                                                                         | J.A. Dickens, morto durante a Batalha do Alamo. | 2 762     | 904 mi2 (2 341 km2)                                |      |
| Condado de Dimmit         | «127» | Carrizo Springs | 1858           | Condado de Bexar, Condado de Maverick, Condado de Uvalde, Condado de Webb                                | Philip Dimmitt, figura importante durante a Revolução do Texas. | 10 248    | 1 331 mi2 (3 447 km2)                              |      |
| Condado de Donley         | «129» | Clarendon       | 1876           | Condado de Bexar                                                                                         | Stockton P. Donley, advogado de fronteira, juiz do Tribunal Supremo do Texas. | 3 828     | 930 mi2 (2 409 km2)                                |      |
| Condado de Duval          | «131» | San Diego       | 1858           | Condado de Live Oak, Condado de Nueces, Condado de Starr                                                 | Burr Harrison Duval (1809–1836), soldado durante a Revolução do Texas, morto no Massacre de Goliad. | 13 120    | 1 793 mi2 (4 644 km2)                              |      |
| Condado de Eastland       | «133» | Eastland        | 1858           | Condado de Bosque, Condado de Coryell, Condado de Travis                                                 | William Mosby Eastland, soldado durante a Revolução do Texas. | 18 297    | 926 mi2 (2 398 km2)                                |      |
| Condado de Ector          | «135» | Odessa          | 1887           | Condado de Tom Green                                                                                     | Mathew Ector (1822–1879), general Confederado durante a Guerra Civil. | 121 123   | 901 mi2 (2 334 km2)                                |      |
| Condado de Edwards        | «137» | Rocksprings     | 1858           | Condado de Bexar                                                                                         | Haden Edwards (1771–1849), empresario e pirata que liderou a Rebelião Fredonian. | 2 162     | 2 120 mi2 (5 491 km2)                              |      |
| Condado de Ellis          | «139» | Waxahachie      | 1849           | Condado de Navarro                                                                                       | Richard Ellis (1781–1846), presidente da convenção que produziu a Declaração de Independência do Texas. | 111 360   | 940 mi2 (2 435 km2)                                |      |
| Condado de El Paso        | «141» | El Paso         | 1848           | Condado de Santa Fe                                                                                      | A vizinha Ciudad Juárez, México, antigamente chamada de "El Paso del Norte", uma vez que serviu de passagem do centro do México para os assentamentos de Novo México.                                           | 721 598   | 1 013 mi2 (2 624 km2)                              |      |
| Condado de Erath          | «143» | Stephenville    | 1856           | Condado de Bosque, Condado de Coryell                                                                    | George Bernard Erath, inspector e soldado na Batalha de San Jacinto. | 33 001    | 1 086 mi2 (2 813 km2)                              |      |
| Condado de Falls          | «145» | Marlin          | 1850           | Condado de Limestone e Condado de Milam                                                                  | As cataratas do Brazos. | 18 576    | 769 mi2 (1 992 km2)                                |      |
| Condado de Fannin         | «147» | Bonham          | 1837           | Condado de Red River                                                                                     | James Walker Fannin, Jr. (1805–1836), o comandante dos texanos mortos no Massacre de Goliad. | 31 242    | 892 mi2 (2 310 km2)                                |      |
| Condado de Fayette        | «149» | La Grange       | 1837           | Condado de Bastrop                                                                                       | Gilbert du Motier, marquês de La Fayette (1757–1834), o general francês e herói da Guerra da Independência dos Estados Unidos                                                                                   | 21 804    | 950 mi2 (2 460 km2)                                |      |
| Condado de Fisher         | «151» | Roby            | 1876           | Condado de Bexar                                                                                         | Samuel Rhoads Fisher (1794–1839), um signatário da Declaração de Independência do Texas e secretário da Marinha para a República do Texas.                                                                      | 4 344     | 901 mi2 (2 334 km2)                                |      |
| Condado de Floyd          | «153» | Floydada        | 1876           | Condado de Bexar                                                                                         | Dolphin Ward Floyd, morto a defender o Alamo. | 7 771     | 992 mi2 (2 569 km2)                                |      |
| Condado de Foard          | «155» | Crowell         | 1891           | Condado de Cottle, Condado de Hardeman, Condado de King, Condado de Knox                                 | Robert Levi Foard, um advogado e Confederado major na Guerra Civil. | 1 622     | 707 mi2 (1 831 km2)                                |      |
| Condado de Fort Bend      | «157» | Richmond        | 1837           | Condado de Austin, Condado de Brazoria, Condado de Harris                                                | Um blocausse posicionado numa curva do Rio Brazos. | 354 452   | 875 mi2 (2 266 km2)                                |      |
| Condado de Franklin       | «159» | Mount Vernon    | 1875           | Condado de Titus                                                                                         | Benjamin Cromwell Franklin (1805–1873), um juiz e Senador do Estado de Texas | 9 458     | 286 mi2 (741 km2)                                  |      |
| Condado de Freestone      | «161» | Fairfield       | 1850           | Condado de Limestone                                                                                     | Um tipo de pêssego existente na área. | 17 867    | 885 mi2 (2 292 km2)                                |      |
| Condado de Frio           | «163» | Pearsall        | 1858           | Condado de Atascosa, Condado de Bexar, Condado de Uvalde                                                 | Rio Frio (Frio é espanhol para "frio") | 16 252    | 1 133 mi2 (2 934 km2)                              |      |
| Condado de Gaines         | «165» | Seminole        | 1876           | Condado de Bexar                                                                                         | James Gaines, marchante e signatário da Declaração de Independência do Texas | 14 467    | 1 502 mi2 (3 890 km2)                              |      |
| Condado de Galveston      | «167» | Galveston       | 1838           | Condado de Brazoria, Condado de Harris e Condado de Liberty                                              | Bernardo de Gálvez, governador espanhol do Território da Louisiana (1777–1785) | 277 563   | 399 mi2 (1 033 km2)                                |      |
| Condado de Garza          | «169» | Post            | 1876           | Condado de Bexar                                                                                         | José Antonio de la Garza, colonizador pioneiro e primeiro Presidente do Município de San Antonio | 4 872     | 896 mi2 (2 321 km2)                                |      |
| Condado de Gillespie      | «171» | Fredericksburg  | 1848           | Condado de Bexar e Condado de Travis                                                                     | Robert Addison Gillespie, marchante, soldado na Guerra Mexicano-Americana, e Texas Ranger | 20 814    | 1 061 mi2 (2 748 km2)                              |      |
| Condado de Glasscock      | «173» | Garden City     | 1887           | Condado de Tom Green                                                                                     | George Washington Glasscock (1810–1868), um dos primeiros colonizadores texanos, homem de negócios, soldado, e representante do estado                                                                          | 1 406     | 901 mi2 (2 334 km2)                                |      |
| Condado de Goliad         | «175» | Goliad          | 1836           | Um dos 23 condados originais                                                                             | A sua sede de condado, nomeada por sua vez como um anagrama de Miguel Hidalgo, a figura inspiradora por detrás da Guerra da Independência do México                                                             | 6 928     | 854 mi2 (2 212 km2)                                |      |
| Condado de Gonzales       | «177» | Gonzales        | 1836           | Um dos 23 condados originais                                                                             | A sua sede de condado, nomeada por sua vez após Rafael Gonzales, governador de Coahuila y Tejas | 18 628    | 1 068 mi2 (2 766 km2)                              |      |
| Condado de Gray           | «179» | Pampa           | 1876           | Condado de Bexar                                                                                         | Peter W. Gray (1819–1874), advogado, senador do estado, e soldado na Guerra Civil | 22 744    | 928 mi2 (2 404 km2)                                |      |
| Condado de Grayson        | «181» | Sherman         | 1846           | Condado de Fannin                                                                                        | Peter Wagener Grayson, procurador geral da República do Texas | 110 595   | 934 mi2 (2 419 km2)                                |      |
| Condado de Gregg          | «183» | Longview        | 1873           | Condado de Upshur                                                                                        | John Gregg (1828–1864), general Confederado durante a Guerra Civil | 111 379   | 274 mi2 (710 km2)                                  |      |
| Condado de Grimes         | «185» | Anderson        | 1846           | Condado de Montgomery                                                                                    | Jesse Grimes (1788–1866), signatário da Declaração de Independência do Texas e um dos primeiros colonizadores do futuro condado                                                                                 | 23 552    | 794 mi2 (2 056 km2)                                |      |
| Condado de Guadalupe      | «187» | Seguin          | 1846           | Condado de Bexar e Condado de Gonzales                                                                   | O Rio Guadalupe, nomeado após o ícone espiritual mexicano Nossa Senhora de Guadalupe | 89 023    | 711 mi2 (1 841 km2)                                |      |

## H
- Condado de Hale
- Condado de Hall
- Condado de Hamilton
- Condado de Hansford
- Condado de Hardeman
- Condado de Hardin
- Condado de Harris
- Condado de Harrison
- Condado de Hartley
- Condado de Haskell
- Condado de Hays
- Condado de Hemphill
- Condado de Henderson
- Condado de Hidalgo
- Condado de Hill
- Condado de Hockley
- Condado de Hood
- Condado de Hopkins
- Condado de Houston
- Condado de Howard
- Condado de Hudspeth
- Condado de Hunt
- Condado de Hutchinson

## I
- Condado de Irion

## J
- Condado de Jack
- Condado de Jackson
- Condado de Jasper
- Condado de Jeff Davis
- Condado de Jefferson
- Condado de Jim Hogg
- Condado de Jim Wells
- Condado de Johnson
- Condado de Jones

## K
- Condado de Karnes
- Condado de Kaufman
- Condado de Kendall
- Condado de Kenedy
- Condado de Kent
- Condado de Kerr
- Condado de Kimble
- Condado de King
- Condado de Kinney
- Condado de Kleberg
- Condado de Knox

## L
- Condado de La Salle
- Condado de Lamar
- Condado de Lamb
- Condado de Lampasas
- Condado de Lavaca
- Condado de Lee
- Condado de Leon
- Condado de Liberty
- Condado de Limestone
- Condado de Lipscomb
- Condado de Live Oak
- Condado de Llano
- Condado de Loving
- Condado de Lubbock
- Condado de Lynn

## M
- Condado de Madison
- Condado de Marion
- Condado de Martin
- Condado de Mason
- Condado de Matagorda
- Condado de Maverick
- Condado de McCulloch
- Condado de McLennan
- Condado de McMullen
- Condado de Medina
- Condado de Menard
- Condado de Midland
- Condado de Milam
- Condado de Mills
- Condado de Mitchell
- Condado de Montague
- Condado de Montgomery
- Condado de Moore
- Condado de Morris
- Condado de Motley

## N
- Condado de Nacogdoches
- Condado de Navarro
- Condado de Newton
- Condado de Nolan
- Condado de Nueces

## O
- Condado de Ochiltree
- Condado de Oldham
- Condado de Orange

## P
- Condado de Palo Pinto
- Condado de Panola
- Condado de Parker
- Condado de Parmer
- Condado de Pecos
- Condado de Polk
- Condado de Potter
- Condado de Presidio

## R
- Condado de Rains
- Condado de Randall
- Condado de Reagan
- Condado de Real
- Condado de Red River
- Condado de Reeves
- Condado de Refugio
- Condado de Roberts
- Condado de Robertson
- Condado de Rockwall
- Condado de Runnels
- Condado de Rusk

## S
- Condado de Sabine
- Condado de San Augustine
- Condado de San Jacinto
- Condado de San Patricio
- Condado de San Saba
- Condado de Schleicher
- Condado de Scurry
- Condado de Shackelford
- Condado de Shelby
- Condado de Sherman
- Condado de Smith
- Condado de Somervell
- Condado de Starr
- Condado de Stephens
- Condado de Sterling
- Condado de Stonewall
- Condado de Sutton
- Condado de Swisher

## T
- Condado de Tarrant
- Condado de Taylor
- Condado de Terrell
- Condado de Terry
- Condado de Throckmorton
- Condado de Titus
- Condado de Tom Green
- Condado de Travis
- Condado de Trinity
- Condado de Tyler

## U
- Condado de Upshur
- Condado de Upton
- Condado de Uvalde

## V
- Condado de Val Verde
- Condado de Van Zandt
- Condado de Victoria

## W
- Condado de Walker
- Condado de Waller
- Condado de Ward
- Condado de Washington
- Condado de Webb
- Condado de Wharton
- Condado de Wheeler
- Condado de Wichita
- Condado de Wilbarger
- Condado de Willacy
- Condado de Williamson
- Condado de Wilson
- Condado de Winkler
- Condado de Wise
- Condado de Wood

## Y
- Condado de Yoakum
- Condado de Young

## Z
- Condado de Zapata
- Condado de Zavala